# Shunsuke Iwanuma
Shunsuke Iwanuma (japanisch 岩沼 俊介 Iwanuma Shunsuke; * 2. Juni 1988 in der Präfektur Gunma) ist ein japanischer Fußballspieler.

## Karriere
Iwanuma erlernte das Fußballspielen in der Schulmannschaft der Maebashi Ikuei High School. Seinen ersten Vertrag unterschrieb er 2007 bei Consadole Sapporo. Der Verein spielte in der zweithöchsten Liga des Landes, der J2 League. 2007 wurde er mit dem Verein Meister der Liga und stieg in die erste Liga auf. Am Ende der Saison 2008 stieg er mit dem Verein wieder in die zweite Liga ab. Im darauffolgenden Jahr stieg er direkt wieder in die erste Liga auf. Für Consadole absolvierte er 89 Ligaspiele. 2013 wechselte er zum Zweitligisten Matsumoto Yamaga FC. 2014 wurde er mit dem Verein Vizemeister der zweiten Liga und stieg in die erste Liga auf. Für den Verein absolvierte er 104 Ligaspiele. 2016 wechselte er zum Zweitligisten Kyoto Sanga FC. Für den Verein absolvierte er neun Ligaspiele. 2017 wechselte er zum Drittligisten AC Nagano Parceiro. Nach 67 Spielen wechselte er im Januar 2021 in die vierte Liga. Hier schloss er sich dem FC Maruyasu Okazaki aus Okazaki an. Für Okazaki absolvierte er 24 Viertligaspiele. Im März 2022 schloss er sich dem unterklassigen Shibuya City an.